# Willem met de IJzeren Arm
Willem I van Apulië (vóór 1010 - 1046), bijgenaamd met de IJzeren Arm, was een Normandisch edelman. Willem was de oudste van de twaalf zonen van Tancred van Hauteville en Muriëlle van Normandië.
In 1038 trok Willem samen met andere Normandiërs naar Sicilië om daar als huurlingen voor het Byzantijnse Rijk te vechten tegen de Saracenen. Bij een beleg van de stad Syracuse doodde Willem de emir van die stad met één hand, hetgeen hem zijn bijnaam opleverde.
In 1043 verkreeg Willem van Guaimar IV van Salerno het stadje Ascoli Satriano in leen. Willem was getrouwd met Guida, een dochter van Guido, eerste hertog van Sorrento, en ze was een nichtje van Guaimar.